# Charles Coote (7e comte de Mountrath)
Charles Henry Coote, 7e comte de Mountrath (c. 1725-2 mars 1802) est un pair et propriétaire irlandais.

## Biographie
Il est le fils d'Algernon Coote (6e comte de Mountrath), de Lady Diana Newport, fille de Richard Newport (2e comte de Bradford). Il succède à son père dans le comté en 1744. En 1761, il est admis au Conseil privé irlandais. En 1800, sans héritiers légitimes et avec le comté en voie d'extinction, Mountrath est créé baron Castle Coote, dans le comté de Roscommon, dans la Pairie d'Irlande, avec un reste spécial à son parent, Charles Coote.
Lord Mountrath est décédé en mars 1802. Il n'a aucun descendant masculin légitime et le comté et ses titres associés créés en 1660 s'éteignent avec lui. La baronnie de Castle Coote passe selon le reste spécial à son parent Charles Coote. Le titre de baronnet de Castle Cuffe également détenu par le comte est passée à un autre parent, Charles Coote (9e baronnet).